# Орден Святого Карла (Монако)

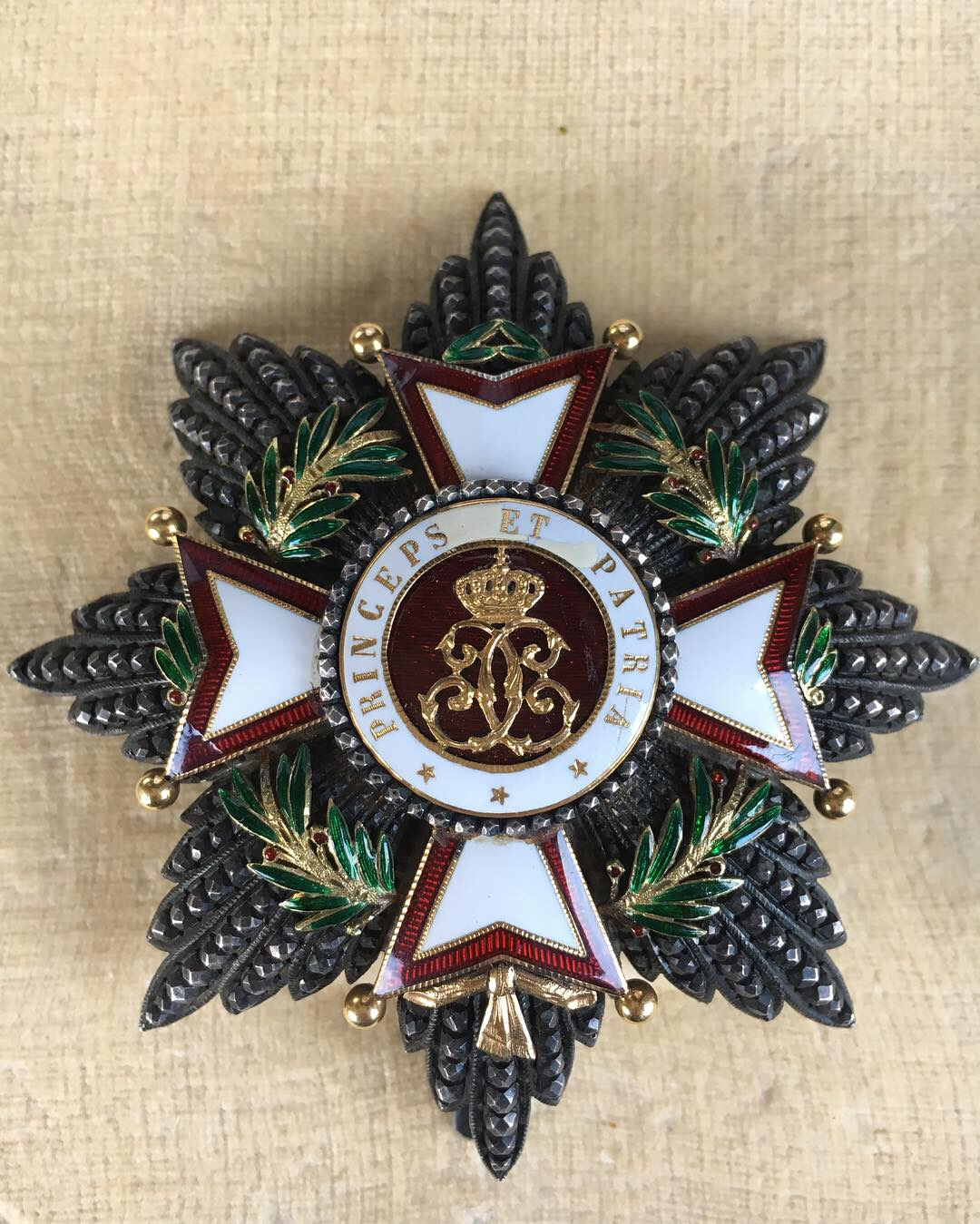
Звезда ордена

Орден Святого Карла (фр. Ordre de Saint-Charles) — высшая государственная награда Княжества Монако. Учреждён Высочайшим Указом от 15 марта 1858 года. Орденом награждают за заслуги и усердную службу на благо Государства или лично князя.

## Степени ордена
Орден имеет пять степеней:
- Большой крест, (фр. Grand-Croix)
- Великий офицер, (фр. Grand Officier)
- Командор, (фр. Commandeur)
- Офицер, (фр. Officier)
- Кавалер, (фр. Chevalier)

В положение о награде трижды вносились изменения и дополнения: 16 января 1863, 2 ноября 1953 и 23 декабря 1966 года.

## Знаки ордена
Знак ордена — золотой мальтийский крест белой эмали с каймой красной эмали, с золотыми шариками на концах, наложенный на венок из двух оливковых ветвей зелёной эмали с плодами красной эмали между листьев, перевязанных внизу золотой лентой. В центре круглый медальон красной эмали с каймой белой эмали. В медальоне монограмма святого Карла, состоящая из двух букв С, обращённых друг от друга под короной. На кайме надпись золотыми буквами «PRINCEPS ET PATRA» (Князь и родина). Реверс знака аналогичен аверсу, за исключением: в медальоне вписанный в круг гербовой щит дома Гримальди, на кайме надпись «DEO JUVANTE», в переводе с латыни означает «С Божьей помощью». Знак при помощи переходного звена в виде княжеской короны крепится к орденской ленте.
Звезда ордена серебряная восьмиконечная, формируемая из разновеликих лучиков бриллиантовых граней, с наложенным знаком ордена (без короны).